# Messale di Silos
Il Messale di Silos è un breviario considerato come il documento più antico di cui si abbia conoscenza su carta (e non su pergamena) creato in Europa. Con molta probabilità, datato anteriormente all'anno 1080. Il manoscritto è scritto in quarto ed è composto complessivamente da 157 fogli, i fogli da 1 a 37 sono di carta, mentre il resto è scritto su pergamena.

## Localizzazione
Il messale si trova nella biblioteca del Monastero di Santo Domingo de Silos, vicino a Burgos, in Spagna. È elencato come "Codex 6". È uno dei tanti manoscritti liturgici di rito mozarabico che sono conservati nella biblioteca di Silos, nonostante la soppressione del rito nel 1080 da parte di papa Gregorio VII.
Il codice porta il nome del luogo attuale di conservazione a Silos, ma non è stato scritto nello scriptorium di Silos, ma nel Monastero di Santa Maria la Real de Nájera, a La Rioja.

## Storia
L'origine della carta come supporto su cui scrivere è da ascrivere alla Cina, considerando che il primo processo di fabbricazione della carta è stato sviluppato da Cai Lun, consigliere dell'Imperatore He della dinastia Han orientale, nel II secolo a.C. Alcuni storici postulano che i prigionieri cinesi catturati nella Battaglia del Talas (751) iniziarono a fabbricare carta a Samarcanda, introducendola nel mondo arabo, da dove avrebbe poi raggiunto la penisola iberica. Sembra probabile che la carta per il messale sia stata prodotta nella penisola iberica islamica e sia arrivata a Nájera (in territorio cristiano quando è stato redatto il documento) importata da musulmani residenti in territori cristiani.
Nello scriptorium del monastero di Silos furono scritti i Glosas Silenses, che raccolgono quelle che probabilmente sono le prime parole scritte in  castigliano, ora conservate al British Museum.

## Curiosità
Nel 2013, il manoscritto è stato ispezionato da Umberto Eco, che ha menzionato il "Messale di Silos" nel suo romanzo del 1980 "Il nome della rosa".
Nel gennaio 2019, il fisico e fumettista statunitense, Randall Munroe, ha utilizzato il "Messale di Silos" in una striscia del suo famoso fumetto web "xkcd".